# Manchineel
Manchineel, Hippomane mancinella är en törelväxtart som beskrevs av Carl von Linné. Hippomane mancinella ingår i släktet Hippomane och familjen törelväxter. Inga underarter finns listade i Catalogue of Life. Alla delar på trädet är giftiga och det kallas på spanska "árbol de la muerte" (ungefär "dödens träd"). Det är ett av världens giftigaste träd. Det har ibland gett den det svenska smeknamnet "dödsäppelträd".

## Utbredning och habitat
Manchineel förekommer naturligt i Karibien, USA i Florida, Bahamas, Mexiko, Centralamerika och i norra Sydamerika.
Trädet trivs vid kuststränder och i träsk med bräckvatten, där den växer tillsammans med mangrove. Den ger bra vindskydd och har rötter som stabiliserar sanden, varför den bidrar till att minska stranderosionen.

## Bildgalleri

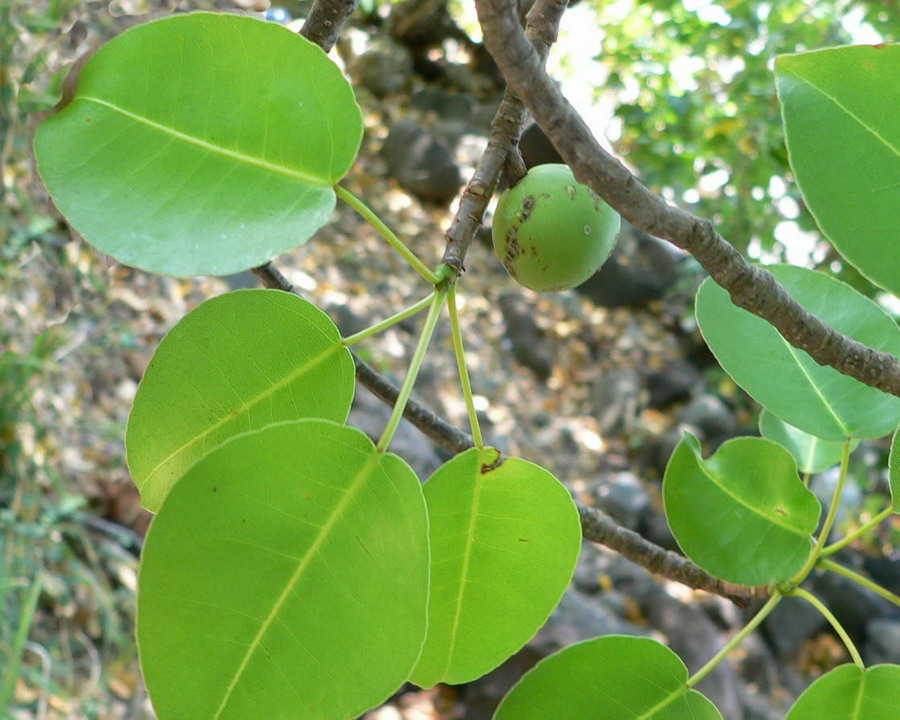
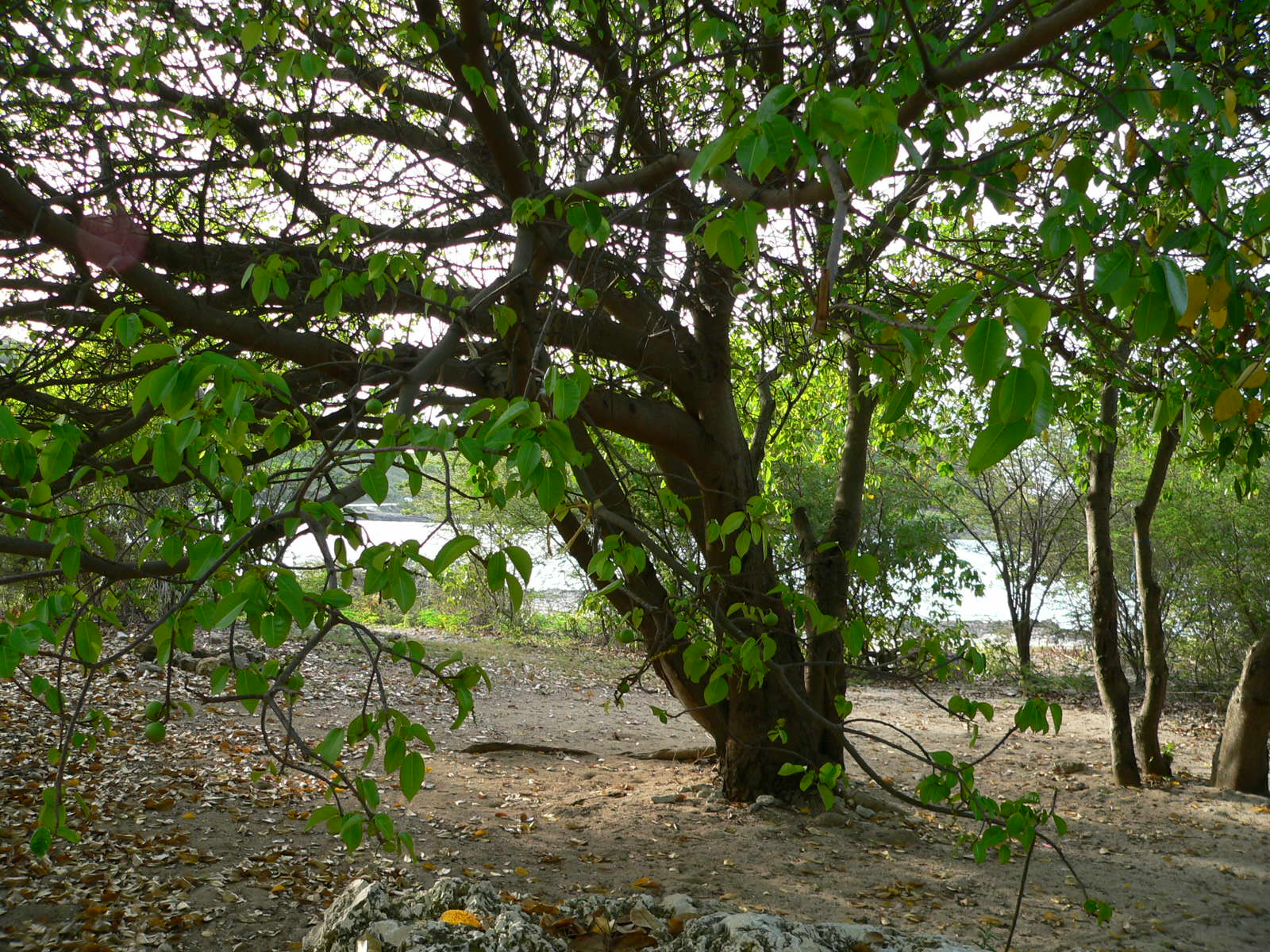
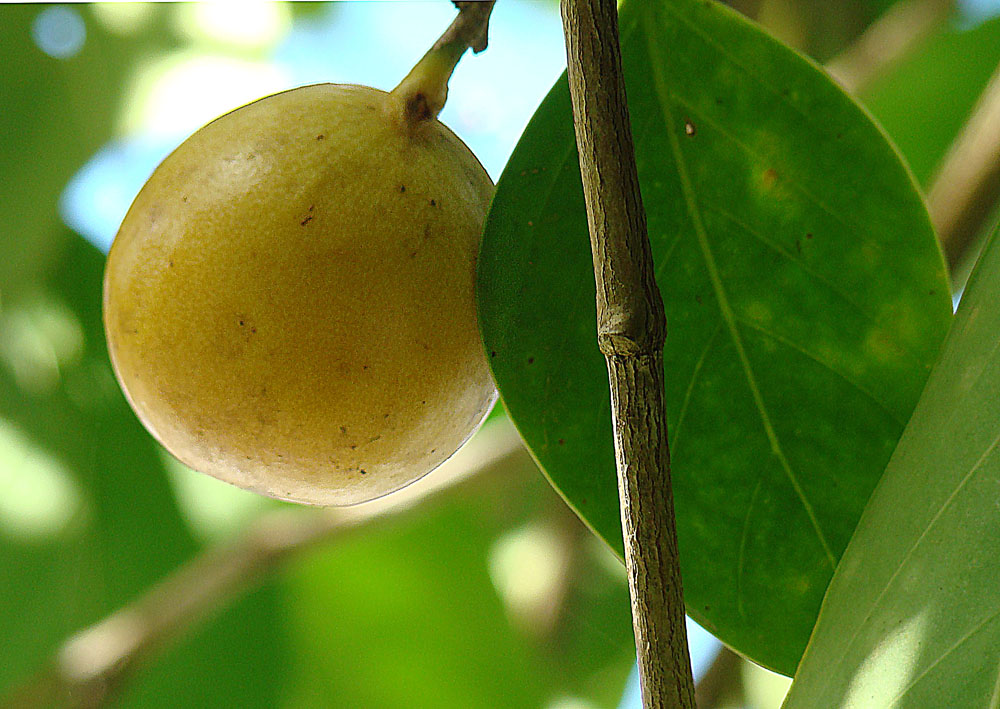